# Xenylla brasiliensis
Xenylla brasiliensis är en urinsektsart som beskrevs av da Gama 1978. Xenylla brasiliensis ingår i släktet Xenylla och familjen Hypogastruridae. Inga underarter finns listade i Catalogue of Life.